# Pierre Ducasse (football)
Pour l'homme politique canadien, voir Pierre Ducasse.
Pierre Ducasse est un footballeur français né le 7 mai 1987 à Bordeaux, évoluant au poste de milieu défensif.

## Biographie

### Parcours en club
Ayant commencé le football à Marcheprime, ville où il a grandi, et formé aux Girondins de Bordeaux, il débute en Ligue 1 lors du premier match de la saison contre l'OM, au stade Vélodrome. Il entre en fin de match et parachève la victoire bordelaise en inscrivant le second but de son équipe. L'année suivante, il poursuit sa progression en reléguant Rio Mavuba sur le banc des remplaçants à l'occasion de certains matches de Ligue des champions, comme celui à Liverpool.
Lors de la saison 2007-2008, il est utilisé comme remplaçant par Laurent Blanc et ne fait que des bouts de matchs. Cette année-là, il s'illustre surtout en coupe de l'UEFA où il est titulaire pour la majorité des matches. Le 4 mai 2008, alors que les Girondins jouent contre l'Olympique de Marseille, Pierre Ducasse entre en cours de jeu pour remplacer Johan Micoud, blessé, et il inscrit, à la 90e minute, un magnifique but[non neutre] de 30 mètres donnant ainsi la victoire aux Bordelais (2-1). À ce moment-là, il assure une place en coupe d'Europe à son club.
Barré par la concurrence, il est prêté à l'aube de la saison 2009-2010 à Lorient afin qu'il puisse enchaîner les matches en Ligue 1. Il jouera au total 33 matches et marquera un but. En fin de contrat, il signe en faveur du RC Lens pour une durée de quatre saisons le 27 juin 2011. Le 13 août 2011, lors de la 3e journée du championnat de France de Ligue 2, il inscrit son 1er but sous les couleurs sang et or contre Troyes. Le 7 novembre 2011, lors de la 14e journée du championnat de France de Ligue 2, il inscrit un doublé contre le CS Sedan.
À la fin de la saison 2013-2014, Lens ne renouvelle pas son contrat. Il se retrouve donc libre de tout contrat.
En janvier 2015, le quotidien local Slobodna Dalmacija révèle que le club croate d'Hajduk Split, 3e du championnat de Croatie à la trêve, est intéressé par le milieu défensif français.
En juin 2015, Pierre signe finalement un nouveau contrat en faveur de l'Union sportive Boulogne Côte d'Opale qui évolue en National.
En juin 2017, Pierre Ducasse s'engage pour 3 ans avec le Stade Bordelais qui à l'issue de la saison précédente est montée en National 2 (ex CFA) .

### Parcours en sélection
En 2004, il devient champion d'Europe des moins de 17 ans aux côtés de Samir Nasri, Hatem Ben Arfa, Karim Benzema ou encore Jérémy Ménez.
En 2006, ses prestations en Ligue des champions lui permettent d'attirer l'attention de René Girard, le sélectionneur des Espoirs. Il intègre un groupe de grande qualité lors d'un rassemblement fin 2006 où il retrouve d'anciens champions d'Europe 2004.

## Statistiques
| Saison                | Club                  | Championnat           | Championnat | Championnat | Coupe nationale | Coupe nationale | Coupe de la Ligue | Coupe de la Ligue | Compétition(s) continentale(s) | Compétition(s) continentale(s) | Compétition(s) continentale(s) | Total | Total |
| Saison                | Club                  | Division              | M.          | B.          | M.              | B.              | M.                | B.                | Comp.                          | M.                             | B.                             | M.    | B.    |
| 2005-2006             | Girondins de Bordeaux | Ligue 1               | 6           | 1           | 1               | 0               | -                 | -                 | -                              | -                              | -                              | 7     | 1     |
| 2006-2007             | Girondins de Bordeaux | Ligue 1               | 12          | 1           | 1               | 0               | 1                 | 0                 | C1                             | 4                              | 0                              | 18    | 1     |
| 2007-2008             | Girondins de Bordeaux | Ligue 1               | 15          | 1           | 2               | 0               | 1                 | 0                 | C3                             | 8                              | 0                              | 26    | 1     |
| 2008-2009             | Girondins de Bordeaux | Ligue 1               | 8           | 0           | 1               | 0               | 1                 | 0                 | C1                             | 1                              | 0                              | 11    | 0     |
| 2009-2010             | FC Lorient (prêt)     | Ligue 1               | 30          | 1           | -               | -               | 3                 | 0                 | -                              | -                              | -                              | 33    | 1     |
| 2010-2011             | Girondins de Bordeaux | Ligue 1               | 10          | 0           | -               | -               | 2                 | 0                 | -                              | -                              | -                              | 12    | 0     |
| 2011-2012             | RC Lens               | Ligue 2               | 26          | 3           | 1               | 0               | 4                 | 0                 | -                              | -                              | -                              | 31    | 3     |
| 2012-2013             | RC Lens               | Ligue 2               | 12          | 0           | -               | -               | 1                 | 0                 | -                              | -                              | -                              | 13    | 0     |
| 2013-2014             | RC Lens               | Ligue 2               | 4           | 0           | 1               | 0               | 2                 | 1                 | -                              | -                              | -                              | 7     | 1     |
| 2015-2016             | US Boulogne           | National              | 16          | 0           | -               | -               | -                 | -                 | -                              | -                              | -                              | 16    | 0     |
| Total sur la carrière | Total sur la carrière | Total sur la carrière | 139         | 7           | 7               | 0               | 15                | 1                 | -                              | 13                             | 0                              | 174   | 8     |

## Palmarès

### En club
- Girondins de Bordeaux
  - 2007 : Vainqueur de la Coupe de la Ligue
  - 2008 : Vainqueur du Trophée des Champions
  - 2009 : Vainqueur de la Coupe de la Ligue
  - 2009 : Vainqueur du championnat de France
- Racing Club De Lens
  - 2014 : Vice-champion de France de Ligue 2

### En sélection
- France -17 ans
  - 2004 : Vainqueur du Championnat d'Europe